# Hjalmar Karlsson
Hjalmar Karlsson, född 1 mars 1906 i Örebro, död 2 april 1992 i Ekerö, var en svensk seglare.
Han seglade för KSSS. Han blev olympisk guldmedaljör i Melbourne 1956.